# Маслійчук Володимир Леонтійович
Маслійчук Володимир Леонтійович (нар. 31 жовтня 1974) — український історик. Доктор історичних наук, доцент.

## Біографія
Народився (1974 р.) і переважно мешкає в смт. Вільшани Дергачівського району Харківської області.
У 1991—1996 рр. навчався на історичному факультеті Харківського державного університету. Тема дипломної роботи: «М. І. Костомаров про народну вдачу».
14 березня 2001 р. захистив кандидатську дисертацію за темою: «Козацька старшина слобідських полків другої половини XVII — першої третини XVIII ст.»(окреме видання 2003 р., перевидання 2009 р.).
З вересня 2006 р. на запрошення історика Андрія Портнова став відповідальним секретарем міжнародного часопису «Україна модерна» (http://www.umoderna.com [Архівовано 31 січня 2011 у Wayback Machine.]). У лютому 2011 р. разом з Андрієм Портновим відійшов від редколегії часопису.
20 грудня 2019 р. захистив докторську дисертацію "Культурно-освітні ініціативи на Лівобережній та Слобідській Україні другої половини XVIII - початку ХІХ ст.". З вересня 2019 р., старший викладач, з 2020 р.  на посаді доцента кафедри історії Національного університету Києво-Могилянська академія.
Основним пріоритетом дослідника є вивчення суспільних трансформацій на Лівобережній та Слобідській Україні другої половини XVIII - ХІХ ст. Останнім часом Володимир Маслійчук цікавиться проблемами історії Просвітництва та реалізації просвітницьких реформ на просторах Східної Європи, займається історією початків світської освіти на Лівобережній та Слобідській Україні другої половини XVIII — першої третини ХІХ ст., історією медицини, церкви та секуляризаційних реформ, також досліджує проблематику радянської та пострадянської історіографії.
З початку 2012 р. — редактор сайту Historians.in.ua.

## Творчий доробок
Автор близько 150 публікацій з регіональної історії, великої кількості рецензій та оглядів, кількох перекладів з німецької та білоруської мов.
Основні публікації:
- Козацька старшина Харківського слобідського полку (1999),
- Роммель Кр. Д. Спогади про моє життя і мій час (переклад, коментар, 2002),
- Козацька старшина слобідських полків другої половини XVII — першої третини XVIII ст. (2003), (друге видання 2009)
- ALTERA PATRIA (Нотатки про діяльність Івана Сірка на Слобідській Україні) (2004)

- История Харьковского городского самоуправления 1654 — 1917 (2004, у співавторстві),
- Балаклійський полк 1669—1678 рр. (2005),
- Історія українського козацтва. Нариси в 2-х томах / Відп. ред. В. Смолій (в авторському колективі, 2006—2007),
- Провінція на перехресті культур: Дослідження з історії Слобідської України XVII — XIX ст. (2007), (друге видання 2009),
- Кошовий отаман Іван Сірко (2007, у співавторстві),
- Слобідська Україна (2008),
- Дітозгубництво на Лівобережній та Слобідській Україні у другій половині XVIII ст.(2008),
- Неповнолітні злочинці в Харківському намісництві 1780—1796 рр. (2011).
- Іван Мазепа та Слобідська Україна (2014)
- Здобутки та ілюзії: культурно-освітні ініціативи на Лівобережній та Слобідській Україні другої половини XVIII - початку ХІХ ст. (2018)
- У полоні прикордонь та наративів. Дослідження з історії Слобідської України XVII - XIX ст. (2021)

## Громадська робота
- 1998—1999 — секретар товариства шанувальників австрійської культури ім. Юри Зойфера.
- 2002—2006 — голова історичної секції Харківського історико-філологічного товариства.
- 2004—2005 — науковий співробітник Інституту суспільних досліджень (Дніпропетровськ). Наукове дослідження: Балаклійський полк.
- 2003 — 2010 рр. Член редакційної ради серії «Слобідські родоводи», автор передмов до низки видань Харківського приватного музею міської садиби.
- З 2010 р. член управи Харківського історико-філологічного товариства.

## Наукові здобутки
Стипендії: 2004—2005 рр. — Американська рада наукових товариств (Тема: Жінка на Лівобережній та Слобідській Україні другої половини XVIII ст.).
2006 р. Дослідча дотація Канадського інституту українських студій за програмою дослідження Східної України ім. Ковальських.
2010 р. Дослідча дотація Канадського інституту українських студій (з Вічного фонду ім. Олександра і Галини Кулагиних, з Вічного фонду ім. Василя Кравченка та з Вічного фонду ім. Володимира та Ірини Літинських) на дослідження «Неповнолітні злочинці в Харківському намісництві (80-ті — 90-ті рр. XVIII ст.)».